# 蟹清水砦跡

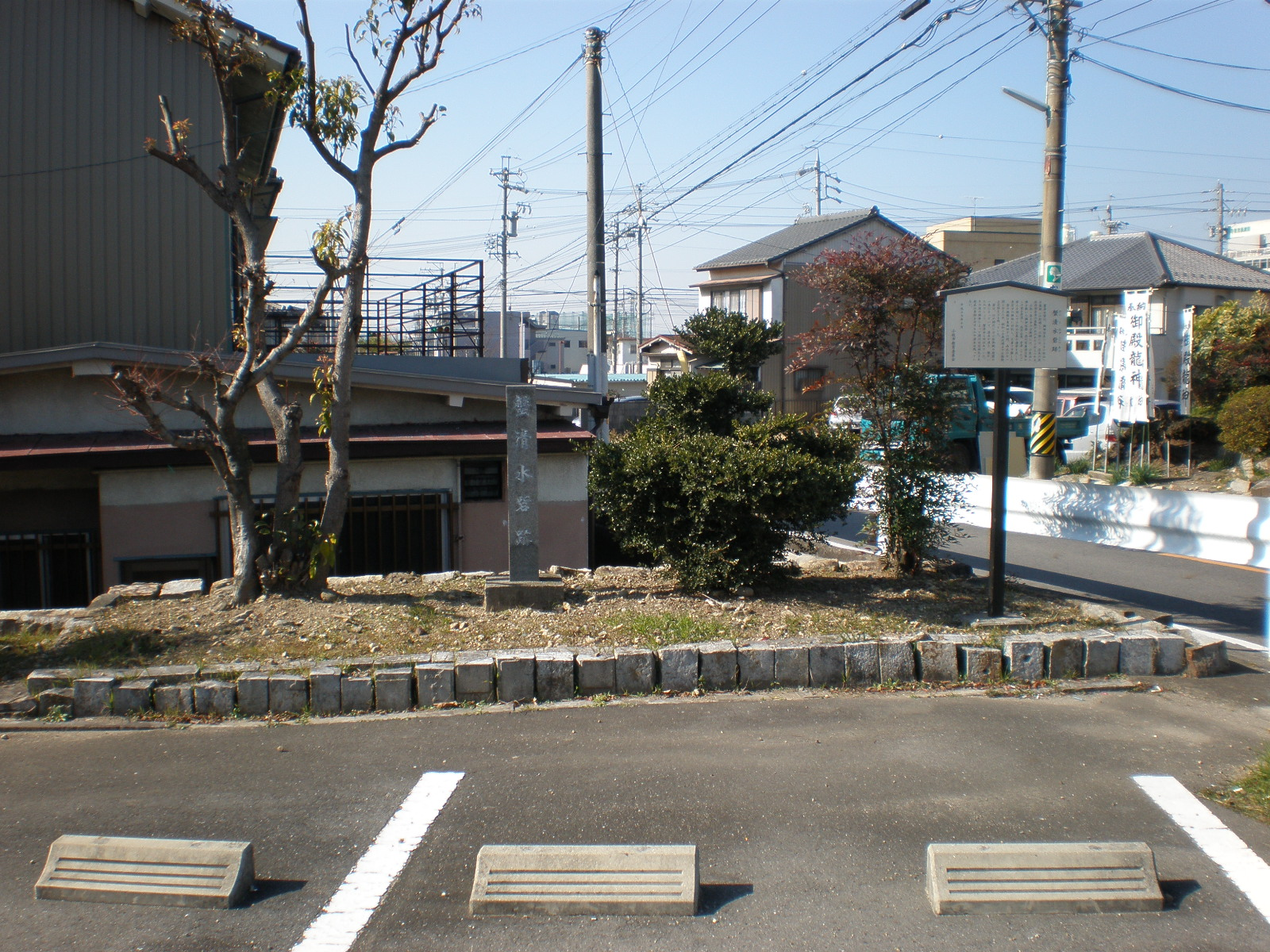
蟹清水砦跡

蟹清水砦跡（かにしみずとりであと）は、天正12年（1584年）の小牧・長久手の戦いの折り、家康方が築いたとされる砦の跡。

## 概要
この地にはかつて織田信長が永禄6年（1563年）、丹羽長秀に小牧山に築城を命じた際、長秀が建てたと言われている屋敷があった。その屋敷を修復し、砦とした。砦の大きさは東西四十六間、南北六十一間あったとされている。「蟹清水」の由来はこの地に清水があり、蟹がいたからではないかと考えられている。江戸時代には尾張徳川家の御殿（小牧御殿）の一部となり、昭和20年代までは堀跡や土塁跡が残っていたが、現在同地には住宅や道路が整備され、遺構や、名前の由来となったとされる清水も残っていない。
しかし、味鋺村（現在の愛知県名古屋市北区）に丹羽長秀宅跡が記録されているため、上記の真意は不明。
また徳川軍の砦は北外山、南外山、田楽にあったと記されている。上記の蟹清水砦は本当にあったかどうかは不明。

## 所在地
- 愛知県小牧市小牧4丁目地内

## 交通手段
- こまき巡回バスの「メナード美術館前」停留所下車、徒歩で約5分。
- 名鉄小牧線 小牧駅または小牧口駅下車、徒歩で約10分。